# Szeptember 24.
Szeptember 24. az év 267. (szökőévben 268.) napja a Gergely-naptár szerint. Az évből még 98 nap van hátra.
Névnapok: Gellért, Mercédesz + Gerda, Gerhárd, Giszmunda, Grizelda, Grizeldisz, Mária,  Meredisz, Zelda

## Események
- 899 – A magyarok a Brenta menti csatában legyőzik Berengár seregét. Ennek nyomán születik „A magyarok nyilaitól ments meg, Uram, minket!” ima.
- 1046 – Szent Gellért püspök mártírhalála.
- 1268 – IV. Kelemen pápa e napon semmisnek nyilvánítja a magyarországi bárók és nemesek határozatát a tizedfizetés megtagadásáról.
- 1387 – I. Gergely kerül a nyitrai püspöki székbe.
- 1853 – A Cornelius Vanderbilt által épített jacht az első, amely körbeutazza a Földet.
- 1862 – I. Vilmos porosz király Otto von Bismarckot nevezi ki miniszterelnökké.
- 1869 – A Wall Streeten kitört tőzsdepánik miatt több ezer üzletember megy csődbe.
- 1895 – Először biciklizte körbe egy nő (Annie Londonderry) a Földet, útja 15 hónapig tartott.
- 1938 – Don Budge lett az első ember, aki egy évben megnyerte mind a négy nagy tenisztornát (Az ausztrált, a franciát, az angolt és az amerikait).
- 1948 – Megalakul a Honda Motor Company.
- 1949 – Halálra ítélik Rajk László volt belügyminisztert, Szőnyi Tibort és Szalai Andrást.
- 1949 – Megnyílik az Úttörő Színház a Paulay Ede utcában.
- 1952 – Romániában kihirdetik az új alkotmányt, amely az 1936-os szovjet alkotmány számos bekezdését szó szerint tartalmazza.
- 1957 – Az FC Barcelona otthonául szolgáló Camp Nou stadion megnyitása.
- 1963 – Az Amerikai Egyesült Államok Szenátusa jóváhagyja a nukleáris kísérletek korlátozásáról szóló egyezményt. Az egyezmény az USA, Nagy-Britannia és Szovjetunió között jött létre.
- 1970 – A Luna–16 holdszonda visszatérő egysége 10 dekányi holdkőzetet hoz a Földre.
- 1972 – Norvégiában a lakosság 54%-a népszavazáson elutasítja az ország csatlakozását az Európai Unióhoz.
- 1973 – Megalakul Bissau-Guinea Köztársaság, elfogadják az ország alkotmányát.
- 1973 – Összeül a Watergate-bizottság, melyen kiderül, hogy a betörők kapcsolatban állnak Richard Nixon elnök újraválasztási stábjának tagjaival.
- 1989 – Az SZDSZ aláírás-gyűjtést kezdeményez a később "4 igenes" népszavazásként híressé vált kérdésekről. A népszavazáskor már csak egy kérdés marad aktuális: Hogyan legyen megválasztva a köztársasági elnök?
- 1992 – A Demokratikus Charta tüntetése a Parlament előtt és a Petőfi-szobornál.
- 1996 – A világ nagy atomhatalmai aláírják a nukleáris fegyverek tesztelésének és fejlesztésének tilalmáról szóló egyezményt.
- 2007 – Több mint százezren demonstrálnak a korábbi mianmari fővárosban – Rangunban (Yangon) – a hatalmon lévő katonai junta ellen: a két évtizede legnagyobb létszámú tüntetés élén több ezer buddhista szerzetes halad.
- 2016 – Teréz körúti robbantás

## Sportesemények
Formula–1
- 1972 –  kanadai nagydíj, Mosport Park - Győztes: Jackie Stewart (Tyrrell Ford)
- 1989 –  portugál nagydíj, Estoril - Győztes: Gerhard Berger (Ferrari)
- 1995 –  portugál nagydíj, Estoril - Győztes: David Coulthard (Williams Renault)
- 2000 –  amerikai nagydíj, Indianapolis - Győztes: Michael Schumacher (Ferrari)
- 2000 – José Mourinho először ül a kispadon, mint vezetőedző a portugál SL Benfica csapatánál

## Születések
- 1501 – Gerolamo Cardano itáliai matematikus, fizikus, orvos, jós († 1576)
- 1583 – Albrecht Wenzel Eusebius von Waldstein ismert nevén (Albrecht Wenzel Eusebius von Wallenstein), csehországi német szárm. katonatiszt, Friedland hercege, német-római császári fővezér († 1634)
- 1804 – Schöpf-Merei Ágost magyar orvos († 1858)
- 1889 – Eberhard von Mackensen német tábornok, II. világháborús hadseregparancsnok († 1969)
- 1896 – F. Scott Fitzgerald amerikai író († 1940)
- 1897 – Pap Károly magyar író († 1945)
- 1897 – Sinka István Kossuth-díjas magyar író, költő († 1969)
- 1898 – Göllner Lajos magyar orvos († 1982)
- 1902 – Ruholláh Homeini imám, iráni politikus, főpap († 1989)
- 1905 – Mihályi Ernő magyar színész († 1949)
- 1910 – Vas István kétszeres Kossuth-díjas magyar író, költő († 1991)
- 1911 – Konsztantyin Csernyenko, szovjet politikus, az SZKP főtitkára († 1985)
- 1912 – Nagy Olivér magyar zeneszerző, karmester, egyházkarnagy, zenei szakíró († 2000)
- 1914
  - Fónay Márta Jászai Mari-díjas magyar színésznő († 1994)
  - Andrzej Panufnik lengyel zeneszerző, zongoraművész, karmester és zenepedagógus († 1991)
- 1923 – Kőszegi Gyula Jászai Mari-díjas magyar színész († 2010)
- 1923 – Ladislav Fuks cseh író († 1994)
- 1925 – Kovács György hidrológus, vízgazdálkodási mérnök, az MTA tagja († 1988)
- 1928 – Gaál Albert magyar rendező († 2000)
- 1931 – Mike Parkes (Michael Johnson Parkes) brit autóversenyző († 1977)
- 1936 – Jim Henson a „Muppet”-ek atyja („Szezám utca”, „Muppet Show”) († 1990)
- 1936 – Pásztor Erzsi Kossuth-díjas magyar színésznő, érdemes művész
- 1939 – Manfred Wörner német politikus, a NATO főtitkára († 1994)
- 1941 – Linda McCartney angol énekesnő (Wings) († 1998)
- 1943 – Bálint Csanád Széchenyi-díjas magyar régész, a Magyar Tudományos Akadémia rendes tagja
- 1947 – Mihály Tamás Kossuth-díjas magyar basszusgitáros, az Omega együttes tagja († 2020)
- 1948 – Monyók Ildikó színésznő, énekesnő († 2012)
- 1951 – Vándorfi László magyar rendező, színész, színházigazgató
- 1956 – Csonka Zsuzsanna magyar operaénekesnő, színésznő
- 1958 – Kevin Sorbo amerikai színész („Herkules”)
- 1966 – Christophe Bouchut francia autóversenyző
- 1972 – Vujity Tvrtko horvát származású magyar író, újságíró, tévés személyiség
- 1974 – Wolf Kati magyar énekesnő, a 2011-es Eurovíziós Dalfesztivál magyar versenyzője
- 1975 – Bognár Anna magyar színésznő
- 1975 – Seszták Szabolcs magyar színész, szinkronszínész
- 1976 – Carlos Almeida angolai kosárlabdázó
- 1979 – Ted Jan Roberts amerikai színész
- 1979 – Justin Bruening  amerikai színész
- 1981 – Kai Wen Tan amerikai tornász
- 1981 – Ryan Briscoe ausztrál autóversenyző
- 1986 – Radnai György magyar labdarúgó

## Halálozások
- 768 – Kis Pippin (Pépin le Bref), a Frank Birodalom királya (* 715 körül)
- 1435 – Bajor Izabella francia királyné (* 1371).
- 1541 – Paracelsus német alkimista, természettudós, korának leghíresebb orvosa (* 1493)
- 1812 – Petre Bagrationi grúz születésű orosz gyalogsági tábornok, hadvezér (* 1765)
- 1875 – Virághalmi Ferenc író, műfordító, honvéd százados (* 1826)
- 1914 – Szabó Péter matematikus, a tanárképző intézeti főgimnázium (a „Minta”) tanára; a Bolyai-kutatás szempontjából kiemelkedő adatfeltáró munkássága, és a Bolyai-dokumentumok közgyűjteményi elhelyezése (* 1867).
- 1915 – Kühár István magyarországi szlovén író, népdalgyűjtő (* 1882)
- 1916 – Stobbe Ferenc a magyarországi labdarúgás atyja (* 1864)
- 1931 – Lenhardt János, hegedű- és hárfa-készítő hangszerész (* 1880)
- 1936 – Klekl József magyarországi szlovén író (nem tévesztendő össze Klekl József politikussal) (* 1879)
- 1938 – Simon Jolán színésznő, előadóművésznő (* 1885)
- 1940 – Iványi-Grünwald Béla festőművész (* 1867)
- 1945 – Hans Geiger német atomfizikus (* 1882)
- 1957 – Pazeller Jakab zeneszerző, karmester (*1869)
- 1960 – Johnny Thomson (John Thomsom) amerikai autóversenyző (* 1922)
- 1981 – Gazda Géza Kossuth-díjas magyar mérnök, sztahanovista, a Gazda-mozgalom névadója (* 1889)
- 1986 – Kellér Dezső magyar író, humorista (* 1905)
- 2002 – Szerencsi Hugó magyar színész (* 1926)
- 2004 – Françoise Sagan (er. Françoise Quoirez) francia írónő (* 1935)
- 2005 – André Testut monacói autóversenyző (* 1926)
- 2015 – Váradi Katalin magyar karmester (* 1948)

## Nemzeti ünnepek, emléknapok, világnapok
- 1973 óta a Bissau-Guinea Köztársaság nemzeti ünnepe
- A Fehér kendő napja (1994 óta) (Egyes források szerint szeptember utolsó vasárnapján.)